# Werner Veigel
Pour les articles homonymes, voir Veigel.
Werner Veigel (né le 9 novembre 1928 à La Haye, mort le 2 mai 1995 à Hambourg) est un présentateur et animateur radio allemand.

## Biographie
Veigel est le fils d'un commerçant. Après son abitur, il fait un apprentissage dans le commerce dans une agence de voyages. Lorsque Radio Hilversum cherche un présentateur, il obtient le poste, notamment en raison de sa bonne connaissance du néerlandais. En 1954, il vient à la NWDR, où il présente les informations. En 1961, il devient aussi présentateur et animateur pour la télévision.
En 1966, il présente Tagesschau qu'il quittera en 1995. Pour l'ARD, il commente les Concours Eurovision de la chanson 1976, 1977 et 1978. En 1980, il joue son propre rôle dans Panische Zeiten, un film d'Udo Lindenberg. En 1985, il fait la version allemande de 19 de Paul Hardcastle. Par ailleurs, jusqu'en 1994, il anime de nombreux galas et foires organisés par Axel Kaiser.
En janvier 1995, il quitte la présentation à cause de son état de santé. Dagmar Berghoff lui succède. Le mois suivant, il expose à Stern son homosexualité et qu'il vit avec son compagnon depuis 1955. Il meurt quelques mois après d'une tumeur du cerveau. Il se fait enterrer au cimetière d'Ohlsdorf.